# Mark Kac
Mark Kac, pierwotnie Marek Kac (ur. 3 sierpnia 1914 w Krzemieńcu, zm. 26 października 1984 w Kalifornii) – polsko-amerykański matematyk pochodzenia żydowskiego, pracujący głównie w Stanach Zjednoczonych. Przedstawiciel lwowskiej szkoły matematycznej.

## Życiorys
Z powodu wybuchu I wojny światowej jego rodzina przeniosła się do Rosji, skąd powróciła do Krzemieńca w 1921 roku. W 1925 r. rozpoczął naukę w Liceum Krzemienieckim, wykazując duże zainteresowanie geometrią.
Podjął studia pod kierunkiem Hugona Steinhausa na Uniwersytecie Jana Kazimierza we Lwowie, gdzie doktoryzował się w 1937 r. W roku akademickim 1935/1936 pracował jako zastępca asystenta (wolontariusz) w Zakładzie matematycznym B (kierowanym przez Hugona Steinhausa) Instytutu Matematycznego, Wydziału Matematyczno-Przyrodniczego UJK. W 1938 wyemigrował do Stanów Zjednoczonych i przyjął obywatelstwo amerykańskie w 1943 roku. Jego rodzice pozostali w Polsce i zginęli w masowych egzekucjach w Krzemieńcu (1942-43).
W latach 1939–1961 był profesorem Cornell University, następnie przeniósł się na Uniwersytet Rockefellera. Na początku lat 80. XX wieku rozpoczął pracę na Uniwersytecie Południowej Kalifornii (USC), gdzie pracował do końca życia. Był członkiem Amerykańskiej Akademii Umiejętności w Bostonie i National Academy of Sciences w Waszyngtonie.
Jego prace dotyczyły głównie teorii prawdopodobieństwa, ale zajmował się także innymi dyscyplinami przyrodniczymi, głównie fizyką i techniką.
Napisał autobiografię Zagadki losu, przełożoną na polski przez Henryka i Katarzynę Lipszyców.